# Synthaca gilviceps
Synthaca gilviceps là một loài bướm đêm trong họ Noctuidae.